# Vil·lyael·lenita
La vil·lyael·lenita és un mineral de la classe dels arsenats, que pertany al grup de la hureaulita. Va ser anomenada en honor de Villy Aellen (1926-2000), zoòleg i director del Museu d'Història Natural de Ginebra.

## Característiques
La vil·lyael·lenita és un arsenat de fórmula química Mn₃Ca₂(AsO₃OH)₂(AsO₄)₂(H₂O)₄. Cristal·litza en el sistema monoclínic en cristalls de tabulars, aplanats en {100}, a
prismàtics, allargats al llarg de [001], mostrant {100}, {110}, {011}, {010}, {101}, {001}, de fins a 4 cm; també en rosetes i agregats radials. La seva duresa a l'escala de Mohs és 4.
Segons la classificació de Nickel-Strunz, la vil·lyael·lenita pertany a «08.CB - Fosfats sense anions addicionals, amb H₂O, només amb cations de mida mitjana, RO₄:H₂O = 1:1» juntament amb els següents minerals: serrabrancaïta, hureaulita, sainfeldita, nyholmita, miguelromeroïta, fluckita, krautita, cobaltkoritnigita, koritnigita, yvonita, geminita, schubnelita, radovanita, kazakhstanita, kolovratita, irhtemita i burgessita.

## Formació i jaciments
La vil·lyael·lenita va ser descoberta a Sainte Marie-aux-Mines, a l'Alt Rin (Alsàcia, França). En aquest indret es tracta d'un mineral post-mina, producte de reacció a baixes temperatures d'una gamma de carbonats amb solucions arsenicals derivades d'arsènic. També ha estat descrita als Estats Units (en un sol espècimen d'un cos estratificat, metamorfosat de mineral de zinc), França, el Japó, Mèxic (trobada en un exemplar de museu a la zona oxidada d'un dipòsit de metalls ric en arsènic), la República Txeca, Romania i Xile.